# Salto mortal frontal

Um front aerial executado em uma rotina de dança acrobática

O salto mortal frontal (em inglês: front flip) ou salto mortal para frente, é um movimento acrobático no qual uma pessoa realiza uma rotação completa do corpo para frente sem tocar o chão com as mãos. Esse movimento é executado em diversas atividades físicas, incluindo a dança acrobática e a ginástica. O front flip também é conhecido por outros nomes, como aerial walkover, front aerial, walkover, e front somersault.

## Técnica
O salto mortal para frente (ou salto mortal frontal) difere de um salto mortal agrupado para frente (front tuck) porque o corpo assume uma forma semelhante à de um front walkover (estrela para frente com passagens de perna), com as pernas estendidas e em espargata ao longo do plano de rotação. Já no salto agrupado, os joelhos são flexionados e mantidos junto ao peito (isto é, "agrupados") para maximizar a velocidade de rotação.
Para compensar a falta de apoio no solo, bem como a menor velocidade de rotação causada pelas pernas estendidas (em comparação com a posição agrupada), o executante utiliza a inércia das pernas para manter o corpo no ar até completar o movimento.
O salto pode ser realizado tanto a partir de uma corrida quanto de uma posição estática, em pé. Quando iniciado a partir da imobilidade, é comum dar um passo à frente antes do salto para gerar momento linear. Em ambos os casos, o impulso inicial do corpo é convertido em momento angular necessário para a execução do salto mortal para frente.

## Requisitos de execução
O salto mortal para frente exige um alto grau de flexibilidade na região lombar. Desde o momento em que o executante sai do chão até o contato com o solo novamente, o tronco deve permanecer em uma orientação invertida e estática, enquanto a parte inferior do corpo gira ao redor do tronco.

Também é necessária força muscular adequada para realizar o salto. Em especial, o músculo da panturrilha da perna que lidera o salto é responsável por gerar impulso adicional para cima no momento final da decolagem. O impulso vertical total deve ser suficiente para manter o corpo no ar enquanto a parte inferior completa sua rotação em torno do tronco.